# Arnold Viiding
Arnold Viiding (Valga, 19 marzo 1911 – Sydney, 20 ottobre 2006) è stato un pesista e discobolo estone, campione europeo nel getto del peso nel 1934 a Torino.

## Palmarès
| Anno | Manifestazione  | Sede     | Evento           | Risultato | Misura  | Note                  |
| ---- | --------------- | -------- | ---------------- | --------- | ------- | --------------------- |
| 1933 | Pre-Universiadi | Torino   | Getto del peso   | Argento   | 15,09 m |                       |
| 1933 | Pre-Universiadi | Torino   | Lancio del disco | Argento   | 45,40 m |                       |
| 1934 | Europei         | Torino   | Getto del peso   | Oro       | 15,19 m | Record dei campionati |
| 1934 | Europei         | Torino   | Lancio del disco | 5º        | 45,51 m |                       |
| 1935 | Pre-Universiadi | Budapest | Getto del peso   | Oro       | 15,38 m |                       |
| 1936 | Olimpiadi       | Berlino  | Getto del peso   | 8º        | 15,23 m |                       |